# Altkalen
Altkalen è un comune del Meclemburgo-Pomerania Anteriore, in Germania.
Appartiene al circondario di Rostock ed è parte dell'Amt Gnoien.

## Storia
Il 1º gennaio 1999 venne aggregato al comune di Altkalen il comune di Kleverhof.